# Interno berlinese
Interno berlinese è un film del 1985 diretto da Liliana Cavani.
La pellicola venne vietata ai minori di 14 anni dalla censura cinematografica.

## Trama
Berlino, 1938. Louise von Hollendorf è la moglie di un alto funzionario del Ministero degli Esteri che a un corso di disegno incontra Mitsuko, l'affascinante figlia dell'ambasciatore nipponico. Inizia con lei una  storia estremamente passionale che coinvolgerà anche il marito; Mitsuko li condurrà in un gioco erotico di cui è protagonista anche il suo amante. Tutta la storia, poi, viene complicata anche dalla situazione politica della Germania nazista.

## Riconoscimenti
- Ciak d'oro - 1986[1]
  - Migliore fotografia a Dante Spinotti
  - Candidatura a migliore scenografia a Luciano Ricceri